# Казелле-ін-Піттарі
Казелле-ін-Піттарі (італ. Caselle in Pittari, сиц. Caseddi) — муніципалітет в Італії, у регіоні Кампанія,  провінція Салерно.
Казелле-ін-Піттарі розташоване на відстані близько 330 км на південний схід від Рима, 135 км на південний схід від Неаполя, 90 км на південний схід від Салерно.
Населення — 1994 особи (2014).
Щорічний фестиваль відбувається 8 травня. Покровитель — святий Архангел Михаїл.

## Демографія
Населення за роками:

Станом на 1 січня 2023 року в муніципалітеті офіційно проживало 28 іноземців з 9 країн, серед них 16 громадян країн Євросоюзу та 5 громадян України.

## Сусідні муніципалітети
- Казалетто-Спартано
- Мориджераті
- Рофрано
- Санца
- Торре-Орсая